# Victoria County (Nova Scotia)
Victoria County ist eines der zurzeit 18 Countys in der kanadischen Provinz Nova Scotia (Neuschottland). Es liegt im Osten der Provinz, auf der Kap-Breton-Insel. Das County grenzt im Westen an Inverness County und im Süden liegt die Cape Breton Regional Municipality. Das County hat sein verwaltungstechnisches Zentrum in Port Hood. Seine Küste liegt am Sankt-Lorenz-Golf und im Westen des Countys findet sich der Bras d’Or Lake. Da sich die Verwaltungseinheit im Südwesten bis an den Bras d’Or Lake erstreckt, liegen auch Teile des Biosphärenreservat Bras d’Or Lake in ihrem Bereich. Im Nordosten des Countys liegt mit dem Cape-Breton-Highlands-Nationalpark einer der kanadischen Nationalparks. Das County ist nach Queen Victoria benannt.
Die Einwohnerzahl beträgt 7089 (Stand: 2016).
2011 lebten in der 2.870,85 km² großen Verwaltungseinheit 7115 Einwohner, woraus sich eine Bevölkerungsdichte von 4,7 Einwohnern/km² ergibt. Dabei ist die Einwohnerzahl, im Vergleich zum Zensus aus dem Jahr 2006, erneut zurückgegangen. Die Bevölkerung nahm zuletzt um 6,3 % ab und setzt dabei den andauernden Abwärtstrend der letzten Jahre fort. Das County liegt Flächenmäßig im Durchschnitt der Provinz. Hinsichtlich der Einwohnerzahl ist es jedoch das kleinste aller Countys und gehört damit hinsichtlich der Einwohnerdichte zu den beiden am dünnsten besiedelten Countys der Provinz.
Das County ist über den Nova Scotia Highway 105 an das übrige Straßenverkehrsnetz der Provinz angeschlossen. Das County wird zusätzlich durch Highways zweiter Klasse, den Nova Scotia Trunk Highways, erschlossen. Durch das County verläuft der Cabot Trail, ein fast 300 km langer Fernwanderweg.
Ebenfalls zum County gehört Saint Paul Island, eine vorgelagerte Insel im Sankt-Lorenz-Golf welche wegen der vielen Schiffsunglücke als der Friedhof des Golf bezeichnet wird.

## Geschichte
Bereits vor der Entdeckung durch Europäer war diese Gegend Siedlungs- und Jagdgebiet von First Nations, der Mi’kmaq. Das County wurde 1851 gegründet, als das damalige Cape Breton County in zwei Countys geteilt wurde.

## Gemeinden
In Victoria County gibt es ein Reservat der First Nations aber keine größeren Städte. Alle kleineren Ansiedlungen werden als sogenannte incorporated villages von der Countyverwaltung direkt verwaltet.